# Distretto di San Francisco (Panama)
Il distretto di San Francisco è un distretto di Panama nella provincia di Veraguas, con 9.881 abitanti al censimento 2010.

## Geografia antropica

### Suddivisioni amministrative
Il distretto è suddiviso in sei comuni (corregimientos):
- San Francisco
- Corral Falso
- Los Hatillos
- Remance
- San Juan
- San José